# Výbuch v bejrútském přístavu 2020
K výbuchu v bejrútském přístavu došlo 4. srpna 2020 v 15:08:18 UTC (18:08:18 místního času) v libanonském hlavním městě Bejrútu. Explodovalo 2 750 tun dusičnanu amonného, který byl vládou již 6 let uložen v bejrútském přístavu bez dostatečných bezpečnostních opatření. Prvotní předběžný odhad síly exploze byl odhadován na 0,50 kt TNT a později byl přehodnocen na 1,12 kt TNT. Šlo tak o jednu z deseti nejsilnějších náhodných nenukleárních explozí, dosahující třetiny síly halifaxského výbuchu a vůbec nejsilnější takovou událost v 21. století. Podle svědků byla ve stejném skladu jako dusičnan amonný uložena také zábavní pyrotechnika. Některé zdroje spekulovaly o tom, že v místě musela být skladována i vojenská munice. K 10. srpnu byly uváděny ztráty 220 mrtvých, kolem 110 nezvěstných a asi 6 000 zraněných. Přibližně 300 000 lidí přišlo o přístřeší.

## Pozadí

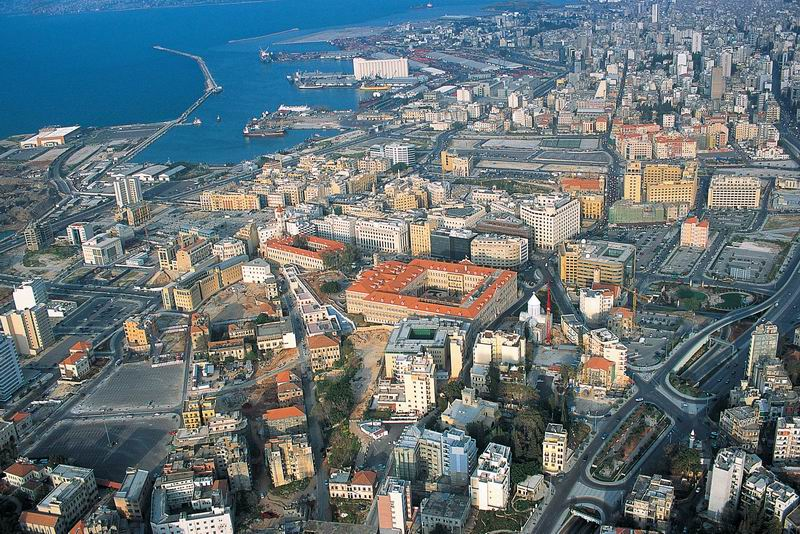
Místo výbuchu se na obrázku nachází za silem (světlá budova v horní části uprostřed)

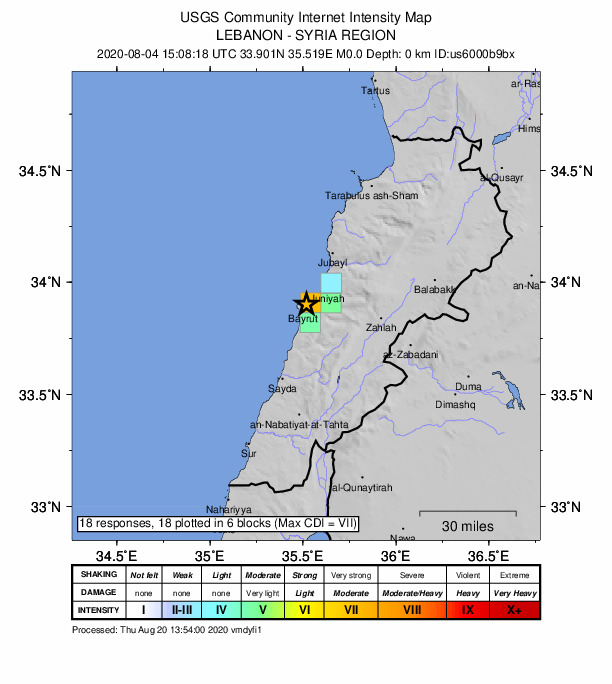
Intenzita otřesů způsobená výbuchem odpovídala zemětřesení o síle 3,3 M_{w}

Libanon se v době výbuchu potýkal s finanční a ekonomickou krizí, kdy libanonská libra ztratila 85 % své hodnoty a více než 50 % obyvatel postihla chudoba.
Bejrútský přístav je hlavní námořní vstupní bod do země a ročně zde zakotví přes 3 tisíce plavidel. Spadá do vlastnictví libanonské vlády a zahrnuje 16 nábřeží, 12 skladů, obilné silo a 4 místa, kde se lodě mohou otočit. Součástí přístavu je taktéž Bejrútská námořní základna.
Dne 23. září 2013 vyplula z gruzínského Batumi nákladní loď MV Rhosus pod moldavskou vlajkou, aby do mosambické Beiry dopravila 2750 tun dusičnanu amonného. Kapitánem byl Rus, Během cesty se však zastavila v Bejrútu. Důvodem k zastávce byly podle některých zdrojů problémy s motorem. Podle jiných neměl majitel lodi peníze na poplatek pro průjezd Suezským průplavem, proto si v Bejrútu našel dodatečný náklad (těžké stavební stroje). Při pokusu o uložení strojů na nedostatečně pevné poklopy podpalubí však došlo k jejich poškození. Loď nedostala povolení k odplutí (podle jedné verze pro nezaplacené poplatky, podle jiné pro technické poškození). Pět ukrajinských námořníků bylo za pomoci ukrajinského konzula repatriováno. Na lodi zůstali dlouhodobě drženi 4 členové posádky (ruský kapitán Boris Prokošev a tři Ukrajinci: vrchní inženýr, třetí inženýr a loďmistr), kteří se měli starat o údržbu lodi. Propuštění byli až na soudní příkaz po 11 měsících. Ruskému podnikateli Igoru Grečuškinovi sídlícímu na Kypru prodal loď v roce 2012 kyperský podnikatel Charalambos Manoli. Majitel lodi Grečuškin opustil posádku, náklad i loď, vyhlásil bankrot a další osud plavidla už neovlivňoval (kapitán lodi po výbuchu vypověděl, že za plavbu nedostal zaplaceno).
Nebezpečný dusičnan amonný byl poté v roce 2014 na základě soudního příkazu uložen v přístavním skladu v Hangáru 12 bez náležitých bezpečnostních opatření po následujících více než 6 let než došlo ke katastrofickému výbuchu.

## Exploze
Dne 4. srpna 2020 krátce po 18. hodině místního času byli do přístavu vysláni hasiči, aby uhasili požár skladu. První, menší výbuch se ozval krátce na to a z přístavu začal stoupat hustý kouř. Požár doplňovaly záblesky světla v jeho ohnisku, připomínající ohňostroj.
Ke druhé, hlavní a mnohem silnější explozi došlo v čase 18:08:18 (místního času). Tlaková vlna otřásla centrálním Bejrútem a k nebi vyslala mohutný načervenalý hřibovitý mrak tvořený oxidem dusičitým (prudce jedovatý produkt vznikající rozkladem dusičnanu amonného). Americký expert Anthony May však na základě dostupných záběrů zpochybňuje, že vybuchl pouze dusičnan amonný.
Výbuch byl pociťován v severním Izraeli či dokonce až v Nikósii na Kypru, vzdálené 240 kilometrů. Americký úřad geologického průzkumu (USGC) zaznamenal explozi na svých seismických přístrojích jako zemětřesení o síle 3,3 Mw.
Na místě skladu, který byl v epicentru výbuchu, se vytvořil 43 metrů hluboký a přes 120 metrů široký kráter, který zaplavila mořská voda.

### Příčina
Příčina výbuchu nebyla okamžitě stanovena. Státem kontrolovaná média zpočátku informovala, že výbuchy nastaly ve skladu se zábavní pyrotechnikou, zatímco jiná uvedla, že se jedná o sklad oleje či jiných chemikálií. Kromě skladu, který byl ohniskem katastrofy, se v přístavu nacházely další budovy pro podobné účely. V nich byly uskladněny nejen chemikálie (včetně dusičnanů), ale také výbušniny či běžné složky pro výrobu hnojiv a výbušnin.
Libanonský generální ředitel pro veřejnou bezpečnost uvedl, že výbuch byl způsoben dusičnanem amonným (ledkem), který byl v roce 2013 zabaven z plavidla Rhosus, převážejícího náklad ledku z Gruzie do Mosambiku a následně skladován v bejrútském přístavu po dobu více než 6 let. Libanonští celníci několikrát žádali soud, aby nařídil odvoz tohoto materiálu, nebylo jim však vyhověno. Podle bezpečnostní služby mohly být zdrojem požáru svařovací práce ve skladu. Podle svědků byla ve stejném skladu jako dusičnan amonný uložena také zábavní pyrotechnika.
Po explozi se objevilo podezření ohledně zapojení Hizballáhu kvůli obvinění, že k explozi došlo na místě, kde se skladovaly zbraně Hizballáhu. Hizballáh tato obvinění popřel, ale aktivně se zapojil do demonstrací proti vyšetřování exploze.
K explozím dusičnanu amonného (ledku) s oběťmi na životech došlo například v srpnu 2015 v čínském Tchien-ťinu nebo v dubnu 2013 v americkém městě West, které je jedním z center česko-americké komunity v Texasu.

## Následky

### Škody ve městě

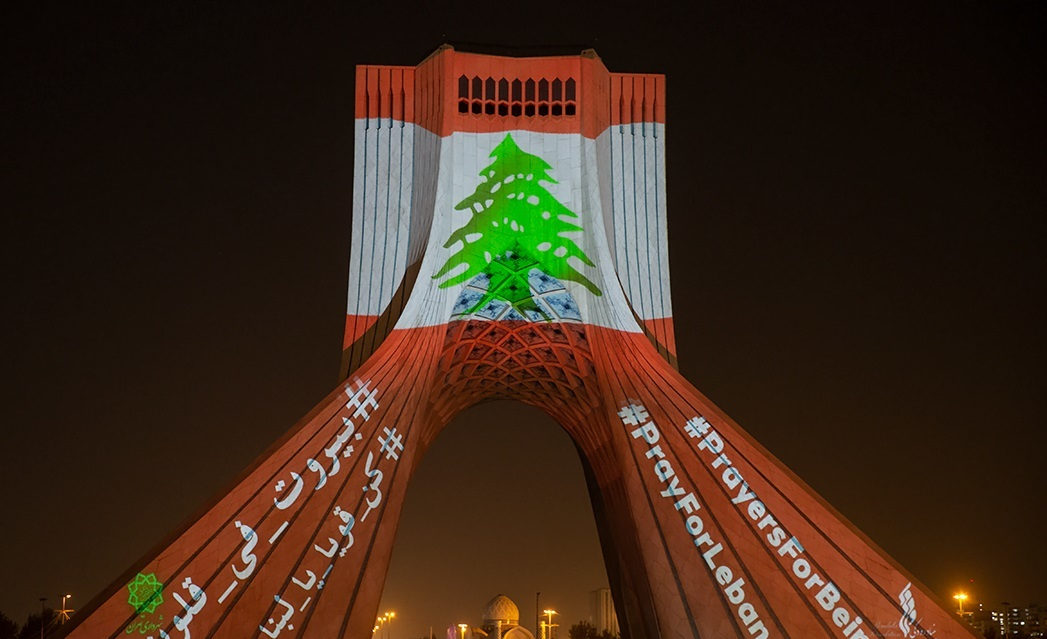
Libanonská vlajka na Bordž-e Ázádí v Teheránu 6. srpna 2020

Tlaková vlna poškodila budovy v okruhu deseti a více kilometrů. Ulice Bejrútu lemovala převrácená auta, zdivo z poškozených budov a trosky vyražených oken a dveří. Bylo zničeno i silo v bejrútském přístavu, které obsahovalo 85 % libanonských zásob pšenice. Ta je podle dostupných informací kontaminovaná a nepoužitelná. První odhady zněly, že o střechu nad hlavou přišlo 200 000–300 000 lidí. Podle vyjádření provinčního guvernéra Marwana Abbuda vůči libanonské televizní stanici MTV byli zásobováni potravinami, vodou a podle možností jim bylo zprostředkováváno náhradní ubytování. Vzniklé materiální škody odhadl guvernér na 3–5 miliard dolarů, „možná více“.
Výbuchem byly vyřazeny z provozu čtyři bejrútské nemocnice. K události navíc došlo v době pandemie covidu-19, kdy zdravotnická zařízení byla přetížena infikovanými pacienty a nebyla schopna přijímat zraněné. Výbuch také zcela zničil jediný významný libanonský přístav. Bejrútské letiště, nacházející se přibližně 9 km od místa výbuchu, utrpělo sice škody, ale zůstalo provozuschopné.

### Škody na lodích v přístavu
Rozsáhlé škody utrpěla výletní loď Orient Queen, zakotvená blízko epicentra výbuchu. Dva členové posádky byli zabiti a dalších sedm bylo zraněno. Během noci se loď převrhla a nakonec potopila. Dne 7. srpna podali vlastníci lodi, společnost Abou Merhi Cruises, první žalobu týkající se výbuchu; výbuch také zničil kanceláře společnosti.
Poškozena byla také korveta BNS Bijoy bangladéšského námořnictva, která se účastnila mise UNIFIL. Loď se nacházela velmi blízko místa výbuchu.

### Politické následky
Někteří Libanonci z tragédie obvinili vládu a rozsáhlou korupci vládnoucích elit. V Bejrútu se 8. srpna konala velká protivládní demonstrace, při které dav zaútočil na několik ministerstev. Při střetech zahynul jeden policista a kolem 700 lidí na obou stranách bylo zraněno. Protesty pokračovaly i v následujících dnech. Předseda vlády Hasan Dijáb 10. srpna oznámil demisi svého kabinetu.

## Vyšetřování
Libanonská vláda vyhlásila v Bejrútu 14denní stav nouze a bezpečnostní úkoly převzala armáda. Zřídila rovněž vyšetřovací komisi, které stanovila čtyřdenní lhůtu k vyhotovení detailní zprávy.
Izraelský expert na arabské otázky Ehud Ja'ari však vyjádřil pochybnosti o tom, že by taková komise mohla dospět ke smysluplným závěrům: Až tato ohromná vyšetřovací komise, ustanovená Hizballáhem vedenou vládou, dospěje k závěrům, někteří zaměstnanci přístavu to těžce zaplatí. Žádné odpovědi to ale nepřinese. Pochybnosti vyjádřil i český požární vyšetřovatel Martin Kavka, podle nějž práci vyšetřovatelů bude ztěžovat nejen probíhající dohašování požáru a záchranné práce, ale i okolnost, že mimořádně silný výbuch zničil veškeré stopy, které mohly vypovídat o příčině prvotního požáru.
Příčiny výbuchu nebyly spolehlivě objasněny. Po zvolení nového libanonského prezidenta Josepha Aouna a pověření Naváfa Saláma sestavením vlády bylo v polovině ledna 2025 vyšetřování obnoveno. V červenci 2025 bylo oznámeno, že vyšetřování pokročilo a navzdory procesním námitkám některých z předvolaných svědků se blíží k závěru. Vyšetřovatel vydal zatykač na některé osoby, které nespolupracují, a rovněž čeká na výsledky dožádání, která byla zaslána do zahraničí. Očekává se, že spis bude v září postoupen soudci a lze odhadnout, že obžaloba bude vznesena před koncem roku 2025.

## Mezinárodní pomoc
Během následujícího dne po explozi nabídli pomoc představitelé řady evropských i blízkovýchodních států, USA a Austrálie jakož i Evropská unie. Francie, která má dlouhodobé vazby na Libanon, vyslala sama již 5. srpna tři vojenská přepravní letadla se záchranáři a materiálem. Kromě toho přicestoval do Libanonu ve čtvrtek 6. srpna francouzský prezident Emmanuel Macron, aby se osobně seznámil s rozsahem škod a dojednal další mezinárodní pomoc, případně ji koordinoval.
Pomocný personál a materiál začalo 5. srpna posílat také Rusko. První letadlo přepravilo do Bejrútu mobilní nemocnici a 50 záchranářů, lékařů a jiných zdravotníků. Další tři letadla s obdobnou pomocí měla přistát na bejrútském letišti v následujících 24 hodinách. Tyto zásilky měly obsahovat mj. testy na covid-19 a ochranná oblečení.

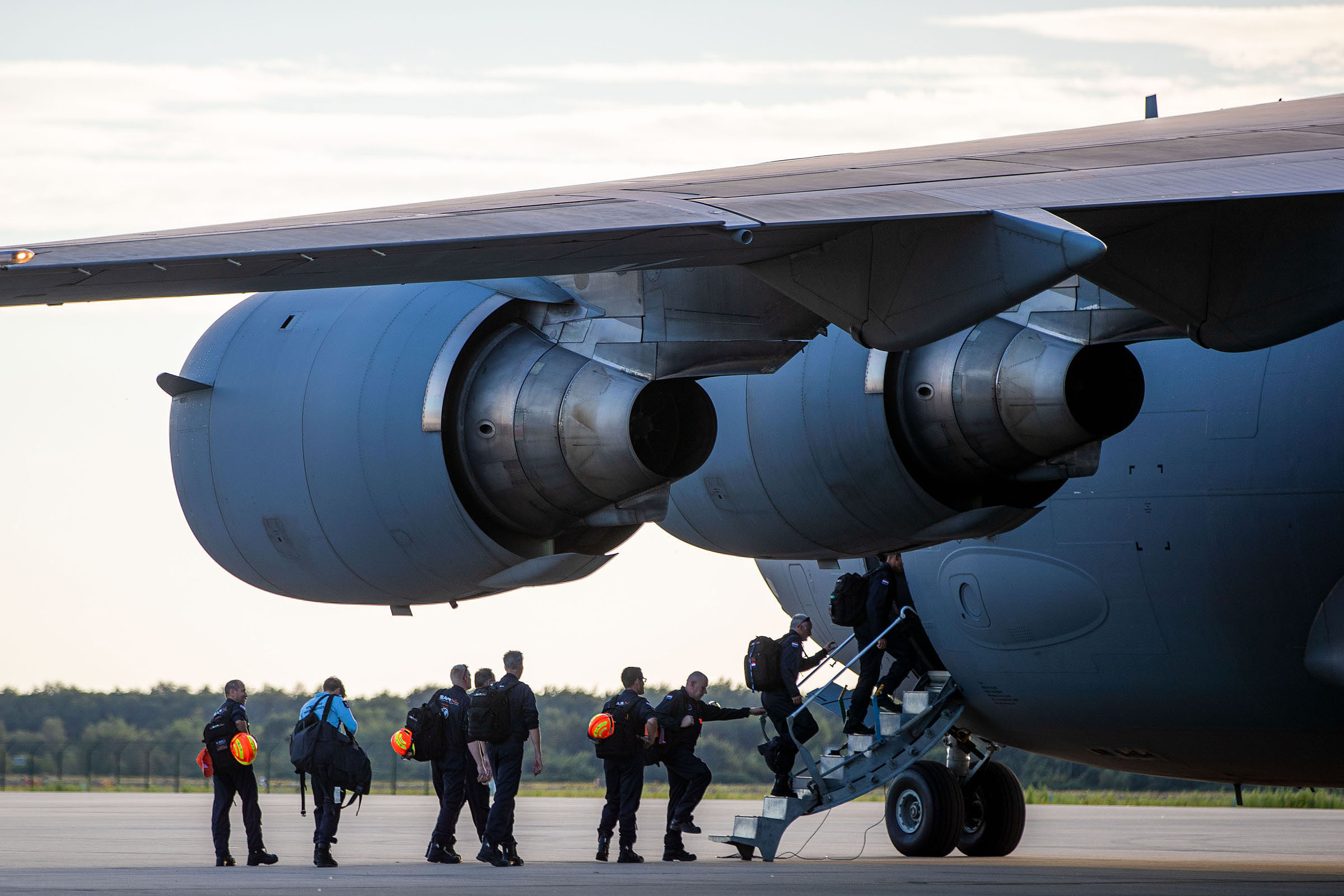
Nizozemský tým pro vyprošťovací práce se chystá odletět do Bejrútu

Česko jako jedna z prvních zemí vyslalo rovněž 5. srpna do Bejrútu tzv. USAR tým s 38 členy, který zahrnuje pražské hasiče, pět kynologů, jednoho lékaře a odborníka na statiku. Je to nejpočetnější záchranářský tým vyslaný do zahraničí v české historii. Podle ministra zahraničí Tomáše Petříčka odešle Česko do Libanonu humanitární pomoc v hodnotě 10 milionů korun. Ministr zdravotnictví Adam Vojtěch nabídl vyslání traumatýmu a nabízí léčbu 10 libanonským pacientům na klinikách popáleninové medicíny v Česku.
Humanitární a zdravotnickou pomoc nabídl již ve večerních hodinách po explozi i sousední Izrael. Ředitel Nemocnice pro západní Galileu ve městě Naharija u hranic obou států, Mas'ad Barhum, nabídl arabsky v rozhlasové stanici izraelské armády ve středu 5. srpna „pomocnou ruku“ při ošetřování zraněných Libanonců. Jednání o způsobu poskytnutí izraelské pomoci se pokusila zprostředkovat OSN. První reakcí zástupců libanonské vlády však bylo odmítnutí těmito slovy: „My nepřijmeme žádnou pomoc od nepřátelského státu.“ Izrael je s Libanonem formálně ve válečném stavu; libanonským občanům je jakýkoliv styk s Izraelci zakázán.

## Požár
10. září 2020, měsíc po explozi, vypukl ve stále ještě poničeném přístavu mohutný požár. Hořet začal olej, z něj se oheň rozšířil na pneumatiky. Oheň a stoupající sloup černého dýmu byl viditelný v mnohých částech města a způsobil mezi obyvatelstvem paniku. Požár se podařilo uhasit následující den a nikdo při něm nepřišel o život.
Podle předběžných výsledků vyšetřování zveřejněných agenturou AFP bylo příčinou požáru sváření při opravách po srpnové explozi. Objevily se však i názory, že požár byl založen úmyslně s cílem zničit důkazy a znemožnit vyšetření výbuchu.

## Zajímavost
Vedle skladu s ledkem stálo obilné silo, jež bylo v letech 1968–1970 postaveno pardubickými dělníky z národního podniku Průmstav. Bylo dominantou bejrútského přístavu a tvořily jej tři řady propojených buněk o výšce 60 metrů. Průmstav ho postavil technologií posuvného bednění. Po explozi zůstala stát jen jeho část. Kvalitní konstrukce patrně pohltila část energie exploze. Kapacita sila byla 120 000 tun a v době exploze zde bylo uskladněno 15 000 tun obilí. Torzo sila se objevilo na většině zpravodajských záběrů z poničeného Bejrútu a vytváří analogii k torzu železobetonové stavby českého architekta Jana Letzela, které zůstalo stát v epicentru výbuchu atomové bomby v japonské Hirošimě téměř přesně před 75 lety. Později byl z hirošimské budovy vytvořen Památník míru.
Část sila se zhroutila v červenci 2022 po několikatýdenním požáru obilí. Zbylou část nechal ministr kultury Ghassan Salameh počátkem srpna 2025 zapsat na seznam historických míst Libanonu. Stalo se tak na žádost příbuzných obětí, kteří si přejí událost uchovat v kolektivní paměti.